# 肇東駅
肇東駅（ちょうとうえき）とは、中華人民共和国黒竜江省綏化市肇東市肇東鎮に位置する浜洲線、哈斉旅客専用線の駅。駅の代碼は57353、二等駅。

## 歴史
- 1900年　開業。
- 2015年 駅舎新築竣工[1]。

## 隣の駅
中華人民共和国鉄道部
浜洲線
姜家駅 - 肇東駅 - 尚家駅
哈斉旅客専用線
ハルビン北駅 - 肇東駅 - 安達駅

## 脚註
1. ↑  肇东站新站舍正式投用

座標: 北緯46度04分33秒 東経125度59分35秒 / 北緯46.0757度 東経125.9931度